# Mjuasjön (Eringsboda socken, Blekinge, 625928-147734)
Mjuasjön är en sjö i Ronneby kommun i Blekinge och ingår i Nättrabyåns huvudavrinningsområde. Sjön är 7,9 meter djup, har en yta på 0,205 kvadratkilometer och befinner sig 98,8 meter över havet.

## Delavrinningsområde
Mjuasjön ingår i det delavrinningsområde (626104-147633) som SMHI kallar för Mynnar i Nättrabyån. Medelhöjden är 122 meter över havet och ytan är 18,27 kvadratkilometer. Det finns inga avrinningsområden uppströms utan avrinningsområdet är högsta punkten. Jössebäcken som avvattnar avrinningsområdet har biflödesordning 2, vilket innebär att vattnet flödar genom totalt 2 vattendrag innan det når havet efter 33 kilometer. Avrinningsområdet består mestadels av skog (69 %), öppen mark (10 %) och jordbruk (11 %). Avrinningsområdet har 0,74 kvadratkilometer vattenytor vilket ger det en sjöprocent på 4,1 %.